# Strada principale 447
La strada principale 447 (H447; in tedesco Hauptstrasse 447; in francese route principale 447) è una delle strade principali della Svizzera. Non è contrassegnata da una tavoletta numerata.

## Percorso
La strada collega San Gallo a Trogen ed è connessa con le strade principali H7, H463, H448 e H13. Si trova anche alle due estremità della semiautostrada cantonale Lustmühle–Teufen.
| Strada principale 447 |                                           |                    |
| Tipo                  | Indicazione                               | Cantone            |
|                       | H7                                        | San Gallo          |
|                       | San Gallo                                 | San Gallo          |
|                       | Semiautostrada cantonale Lustmühle–Teufen | Appenzello Esterno |
|                       | Teufen                                    | Appenzello Esterno |
|                       | H463                                      | Appenzello Esterno |
|                       | Semiautostrada cantonale Lustmühle–Teufen | Appenzello Esterno |
|                       | Bühler                                    | Appenzello Esterno |
|                       | Gais                                      | Appenzello Esterno |
|                       | H448                                      | Appenzello Esterno |
|                       | Altstätten                                | San Gallo          |
|                       | H13                                       | San Gallo          |